# شهر بخش اکمنی
شهر بخش اکمنی (به لاتین: Akmenė District Municipality) یک سکونتگاه مسکونی در لیتوانی است که در شهرستان شاولیای واقع شده‌است.

## خصوصیات
شهر بخش اکمنی ۸۴۴ کیلومترمربع مساحت و ۳۰٬۳۰۰ نفر جمعیت دارد.